# 5230 Asahina
5230 Asahina è un asteroide areosecante. Scoperto nel 1988, presenta un'orbita caratterizzata da un semiasse maggiore pari a 2,4009391 UA e da un'eccentricità di 0,3723201, inclinata di 20,69688° rispetto all'eclittica.